# Abed Rabbo Mansur Hadi

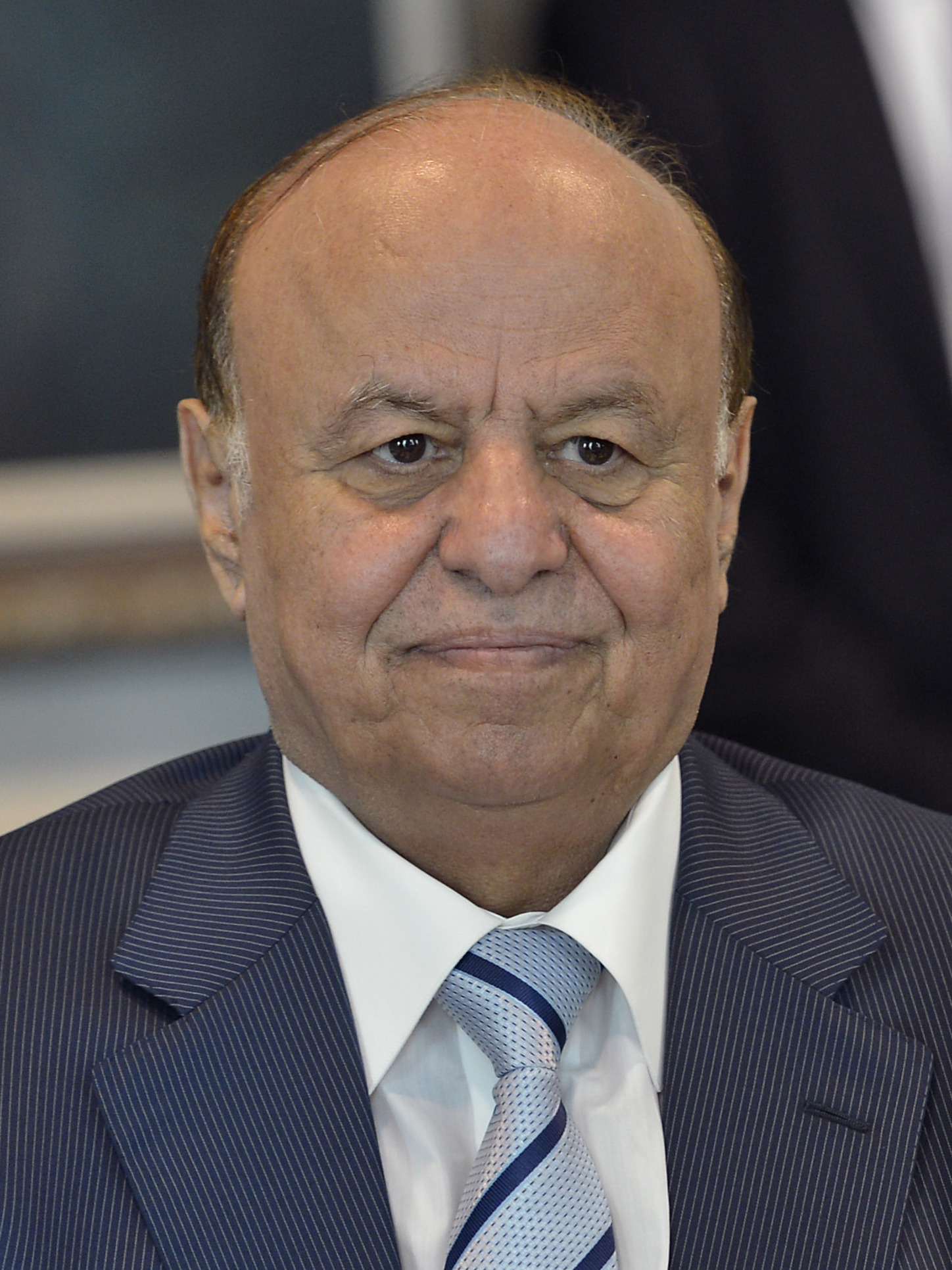
Abed Rabbo Mansur Hadi

Abed Rabbo Mansur Hadi (arabisch عبد ربه منصور هادي, DMG ʿAbd Rabbihi Manṣūr Hādī; * 1. September 1945 in Thakin im Gouvernement Abyan, Südjemen) ist ein jemenitischer Politiker und Generalmajor. Bis 2012 war er Vizepräsident des Jemen im Kabinett von Ali Abdullah Salih. In der Präsidentschaftswahl 2012 wurde er, als einziger teilnehmender Kandidat, zum Präsidenten gewählt. Im April 2022 gab er seine Befugnisse an einen neugeschaffenen achtköpfigen „präsidialen Führungsrat“ ab. Dieser soll unter Leitung des früheren Innenministers Rashad al-Alimi das Land übergangsweise regieren bis zum Abschluss von Friedensverhandlungen mit den Huthi-Rebellen. Per Dekret setzte Hadi zugleich Vizepräsident Ali Mohsen al-Ahmar ab.

## Leben
1970 trat Hadi in die südjemenitische Armee ein und stieg dort zum General auf, floh aber 1986 in den Norden. Vier Jahre nach der Wiedervereinigung von Nordjemen und Südjemen wurde er 1994 von Präsident Salih zum Vizepräsidenten ernannt.
Im Dezember 2010 dementierte er, dass, wie in den Veröffentlichungen von Depeschen US-amerikanischer Botschaften durch WikiLeaks enthüllt, US-amerikanische Kampfflugzeuge Ziele im Jemen bombardierten.
Bereits im Juni 2011 übernahm er nach der Verletzung des Präsidenten geschäftsführend die Leitung wichtiger Amtsgeschäfte und wurde auch Oberbefehlshaber der Armee. Am 23. November 2011 unterschrieb der nach andauernden Protesten in seinem Land in Bedrängnis geratene Salih ein Abkommen, das die Machtübergabe an Hadi innerhalb von 30 Tagen und Präsidentschaftswahlen innerhalb von 90 Tagen vorsah. Hadi war der einzige Kandidat bei der Präsidentschaftswahl im Jemen 2012, daraufhin kam es erneut zu Protesten der Opposition.
Nach dem Sieg bei der Präsidentenwahl mit 99,8 Prozent der Stimmen wurde Hadi am 25. Februar 2012 vom Parlament als neuer Staatschef vereidigt und löste damit offiziell Ali Abdullah Salih nach 33 Jahren als Präsidenten ab. Für zwei Jahre soll Hadi als Übergangspräsident amtieren, ehe Neuwahlen mit mehreren Kandidaten geplant sind.
Am 22. Januar 2015 erklärte Hadi seinen Rücktritt vom Amt des Staatspräsidenten, nachdem schiitische Huthi-Rebellen den Präsidentenpalast gestürmt und zwei Tage lang gewaltsame Auseinandersetzungen mit den Regierungstruppen geführt hatten.
Zuvor war die Regierung ebenfalls zurückgetreten. Anfang Februar 2015 nahm Hadi seine Rücktrittserklärung zurück und floh in die südjemenitische Stadt Aden, die er daraufhin zur neuen Hauptstadt erklärte. Nachdem sich die Rebellen bis Ende März 2015 Aden weiter genähert und ein Kopfgeld auf Hadi ausgesetzt hatten, flüchtete er aus dem Land auf dem Seeweg nach Saudi-Arabien und blieb dort.